# Bissy-la-Mâconnaise
Bissy-la-Mâconnaise là một xã ở tỉnh Saône-et-Loire trong vùng Bourgogne-Franche-Comté nước Pháp.

## Thông tin nhân khẩu
Theo điều tra dân số năm 1999, xã này có dân số 177. Dân số năm 2004 ước khoảng 168 người.